# Heinrich I. (Münsterberg-Oels)

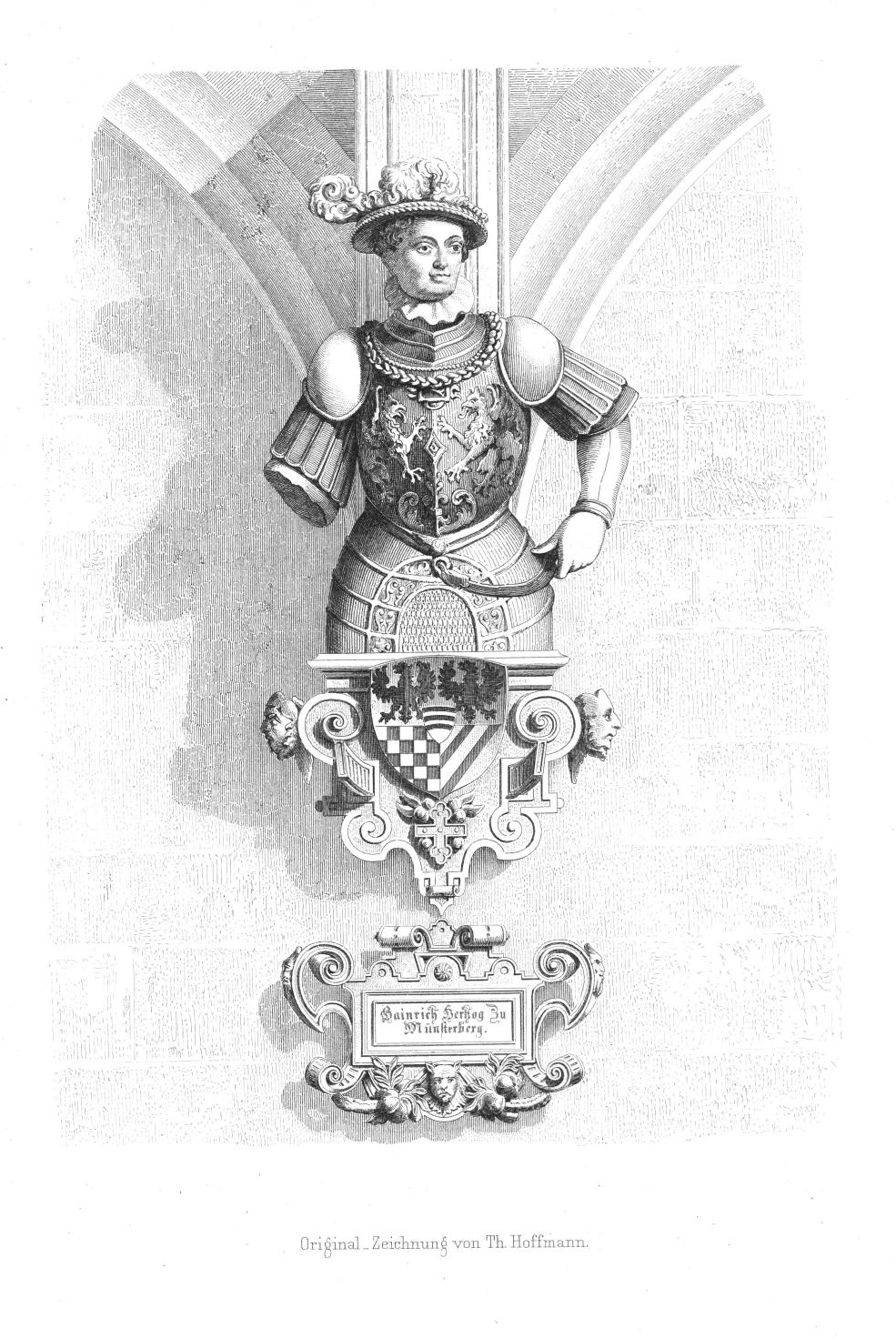
Skulptur von Heinrich Herzog zu Münsterberg im Neuen Lusthaus in Stuttgart (erbaut 1584–1593 von Georg Beer)

Heinrich der Ältere von Münsterberg (auch: Heinrich I. von Münsterberg; Heinrich I. von Oels; tschechisch Jindřich starší z Minstrberka, auch Jindřich starší z Poděbrad; * 1448; † 1498 in Glatz) war Reichsgraf sowie Graf von Glatz. Außerdem war er Herzog der schlesischen Teilherzogtümer Münsterberg und Oels sowie 1465–1472 Herzog von Troppau. Ab 1472 gehörten ihm zudem die Herrschaften Náchod und Hummel. Zeitweise amtierte er als Landeshauptmann und Statthalter von Böhmen.

## Herkunft und Familie
Heinrich entstammte dem Podiebrader Familienzweig der Herren von Kunstadt. Seine Eltern waren der böhmische König Georg von Podiebrad und Kunigunde von Sternberg. In der Reihenfolge der Geschwister war Heinrich der dritte Sohn nach den älteren Brüdern Boček und Viktorin.
1467 heiratete Heinrich in Eger Ursula von Brandenburg (1450–1508), eine Tochter des Markgrafen Albrecht Achilles. Aus der Ehe gingen acht Kinder hervor:
- Albrecht (1468–1511)
- Georg (1470–1502)
- Johann (* 23. Juni 1472; † 7. August 1472)
- Margarethe (1473–1530)
- Karl (1476–1536)
- Ludwig (*/† 21. Juni 1479)
- Magdalena (25. Januar 1482; † 11. April 1513)
- Sidonie/Zdeňka (* 3. Juni 1483; † 1522), heiratete 1515 Ulrich von Hardegg

Die überlebenden Söhne Albrecht, Georg und Karl wurden 1487 und 1488 durch Vermittlung Heinrichs mit drei Töchtern des Saganer Herzogs Johann II. vermählt. Als Herzog von Münsterberg begründete Heinrich den schlesischen Zweig der Herren von Podiebrad.
Mit der Verheiratung seiner Schwester Ludmilla mit Friedrich I. von Liegnitz am 7. September 1474 ergab sich für Heinrich eine verwandtschaftliche Beziehung zu den Schlesischen Piasten.
Nach dem Tod seines Vaters Georg von Podiebrad 1471 bemühte sich Heinrich um die Aussöhnung mit der Alten Kirche. 1475 stiftete er zusammen mit seiner Frau in Glatz das Bernhardinerkloster St. Georg, das zum Hauskloster ihrer Familie wurde. In der zugehörigen Klosterkirche errichteten sie eine Familiengruft. 1487 gründeten sie bei der Pfarrkirche Mariä Himmelfahrt eine Bruderschaft zu Ehren der Gottesmutter. 1494 schenkten sie die Hälfte des Dorfes Heyde dem Augustiner-Chorherrenstift Glatz. Heinrich starb 1498 und wurde in der Familiengruft des Bernhardinerklosters beigesetzt. 1558 wurden er sowie acht weitere Mitglieder der Familie, die dort ebenfalls bestattet worden waren, in die Glatzer Pfarrkirche umgebettet.

## Leben
Heinrich war zunächst von seinem Vater Georg von Podiebrad als dessen Nachfolger vorgesehen. Bereits 1459 ernannte Kaiser Friedrich III. Heinrichs älteren Bruder Viktorin zum Reichsgrafen. Am 7. Dezember 1462 erfolgte durch den Kaiser auch die Ernennung Heinrichs und seines gleichnamigen jüngeren Bruders Heinrich d. J. zu Reichsgrafen. Gleichzeitig bestätigte der Kaiser die bereits 1459 durch König Georg vorgenommene Ernennung Viktorins, Heinrichs d. Ä. und Heinrichs d. J. zu Herzögen von Münsterberg und Grafen von Glatz. Nachdem ihr Vater 1464 auch das Herzogtum Troppau erworben hatte, übertrug er dieses 1465 seinen Söhnen Heinrich d. Ä., Viktorin und Heinrich d. J. Obwohl sich Heinrich und seine Brüder zum katholischen Glauben bekannten, weigerte sich der Papst, deren fürstliche Titel anzuerkennen, da der über Georg von Podiebrad verhängte Bann auch für dessen Söhne gelten sollte.
Nach König Georgs Tod am 22. März 1471 wurde Heinrich bis zur Ankunft des neuen Königs zum obersten Landeshauptmann des Königreichs Böhmen ernannt. In dieser Position empfing er am 10. August 1471 auf seinem Schloss in Glatz den neu gewählten böhmischen König Vladislav II. in Glatz, der sich auf dem Weg von Krakau zur Krönung nach Prag befand. Später wurde Heinrich d. Ä. für die Zeit der Abwesenheiten des Königs zu dessen Statthalter ernannt.
König Georgs Besitzungen wurden 1472 nach einem Erbteilungsplan unter seinen Söhnen aufgeteilt. Heinrich d. Ä. erhielt die Grafschaft Glatz, das schlesische Herzogtum Münsterberg einschließlich Frankenstein, sowie die ostböhmischen Herrschaften Náchod, Hummel, Wiesenburg, Kunětická Hora und das Gut der in den Hussitenkriegen untergegangenen Klöster Opatowitz und Sezemice. König Vladislav bestätigte am 3. April 1472 und am 29. April 1472 die Besitzungen. Nachdem der Kaiser die Privilegien für das Lehen der Grafschaft Glatz bestätigt hatte, forderte er die Glatzer Untertanen zu Lehnsdiensten für Herzog Heinrich auf. Daraufhin huldigten die Grafschafter Stände ihrem Herzog auf dem Glatzer Schloss.
Als erster Graf von Glatz residierte Heinrich mit seiner Familie auf dem dortigen Schloss, wo auch sein Hofstaat untergebracht war. Als Landeshauptmann amtierte zunächst der noch von Georg von Podiebrad eingesetzte Hans von Warnsdorf. Ihm folgten 1474–1477 Hans von Bernstein und danach Hans von Pannwitz auf Rengersdorf. Obwohl Heinrich die deutsche Sprache gut beherrschte, wurde ein Großteil der aus seiner Kanzlei stammenden Dokumente in tschechischer Sprache abgefasst. Als Hofmarschall fungierten nacheinander Jan Horušovsky von Roztok, Jan Fulstein von Slavkov und Zbyněk von Buchov. Hofmeister war Georg von Bischofsheim, herzoglicher Kanzler Clemens von Jackschönau.
Auf Bitten des Braunauer Abtes Peter nahm Heinrich d. Ä. am 24. April 1472 kampflos die Stadt Braunau ein, die 1469 vom Feldhauptmann des böhmischen Gegenkönigs Matthias Corvinus, Franz von Hag, besetzt worden war und dessen ungarische Söldner sich noch in der Stadt befanden. Dadurch gelangte das Braunauer Land bis 1483 unter die Herrschaft Heinrichs, der es mit Zustimmung des Königs Vladislav II. seiner Grafschaft Glatz inkorporierte. Auf Heinrichs Weisung unternahm Hans von Warnsdorf weiterhin Einfälle gegen Schlesien. Wegen der damit verbundenen Drohungen leisteten einzelne schlesische Städte freiwillige und teilweise auch vereinbarte Kriegsgelder und Kontributionen an Herzog Heinrich.
Am 9. Januar 1473 hob der Papst das über Georg von Podiebrad und seine Söhne verhängte Interdikt auf und erteilte ihnen die Absolution. Im selben Jahr bemühten sich Heinrich und seine Brüder Viktorin und Heinrich d. J. um eine Behebung der Streitigkeiten um die Wenzelskrone. Dazu luden sie Vertreter Böhmens, Polens, Schlesiens und der Lausitz zu Verhandlungen nach Troppau ein, das im Besitz von Viktorin war. Obwohl die Verhandlungen ohne Erfolg blieben, versprach König Vladislav den Brüdern Heinrich d. Ä. und Heinrich d. J. die Tilgung ihrer Schulden. Zu diesem Zweck sollte eine eigene Landessteuer erhoben werden. In einem Streit 1473 zwischen den Grafschafter Freirichtern und den königlichen Städten Glatz, Habelschwerdt, Wünschelburg und Landeck um das Braurecht entschied Heinrich zugunsten der Städte.
1477 erweiterte Heinrich die Grafschaft Glatz um die bis dahin zum Königgrätzer Kreis gehörende Herrschaft Hummel, die er gleichzeitig um die Dörfer der sogenannten „böhmischen Seite“ mit den Kirchspielen Lewin und Tscherbeney sowie die Dörfer Schlaney und Brzesowie, die zur Pfarrkirche St. Laurentius in Nachod gewidmet waren, vergrößerte. Am 13. November desselben Jahres bestätigte Vladislav II. die weitere Gültigkeit von Heinrichs Besitzungen der Burg Kunětická Hora sowie der ehemaligen Klostergüter Opatowitz und Sezemice; drei Tage später verschrieb er ihm Frankenstein als ein erbliches Lehen.
Zusammen mit dem Königgrätzer Landeshauptmann Wilhelm Kruschina von Lichtenburg, Peter Kdulinec von Ostroměř und Christoph von Talkenberg auf Talkenstein sowie Hans von Warnsdorf nahm Heinrich 1477 als Bevollmächtigter Vladislavs II. an den Friedensverhandlungen zwischen Böhmen und den Schlesiern in Braunau teil, die jedoch zu keinem dauerhaften Frieden führten. Am 3. Juli 1479 begrüßte er im Auftrag Vladislavs den Gegenkönig Matthias Corvinus in Olmütz.
Vor 1491 erhielt Heinrich d. Ä. von seinem ältesten Bruder Boček die Herrschaft Litice. 1492 kam es zwischen Heinrich und dem König Vladislav zu Streitigkeiten um die Herrschaften Podiebrad und Kostomlat, die der König nach dem Tod von Heinrich d. J. für sich beanspruchte, obwohl sie testamentarisch für Heinrich d. Ä. bestimmt waren. Zu einer Einigung kam es erst nach dem Aussterben der Oelser Piasten 1495. Heinrich musste auf Podiebrad verzichten und erhielt mit einem am 28. April 1495 in Bautzen abgeschlossenen Vertrag, der auch für Heinrichs Söhne galt, als erbliches Lehen das Herzogtum Oels, das jedoch bereits 1492 um die Freien Standesherrschaften Militsch, Trachenberg und Groß Wartenberg verkleinert worden war. Im selben Jahr musste er die Herrschaft Litice und andere Ländereien in Ostböhmen an den höchsten Hofmeister des Königreichs Böhmen, Wilhelm II. von Pernstein, verkaufen, um die Schulden seiner Beteiligung an den Kriegen gegen Matthias Corvinus zu begleichen. Schon in den vorausgegangenen Jahren war Heinrich schuldenhalber gezwungen, die meisten der ehemaligen Klosterdörfer zu veräußern. Schließlich musste er 1497 die große Herrschaft Nachod dem Jan Špetle z Prudic a ze Žlebů verpfänden. Nach dem nur ein Jahr später erfolgten Tod Heinrichs gelang es seinen Söhnen nicht, das Pfand auszulösen, so dass sie die ganze Herrschaft Nachod dem Jan Špetle verkaufen mussten. Nachdem sie 1501 auch die Grafschaft Glatz veräußerten, besaßen Heinrichs Nachkommen nur noch ihre schlesischen Besitzungen.